# The Grants (singolo)
The Grants è un singolo della cantante statunitense Lana Del Rey, pubblicato il 14 marzo 2023 come terzo estratto dal nono album in studio Did You Know That There's a Tunnel Under Ocean Blvd.

## Descrizione
Il brano è stato scritto insieme a Mike Hermosa e presenta i cori di Melodye Perry, Pattie Howard e Shikena Jones, che sono apparsi anche nel documentario musicale del 2013, 20 Feet from Stardom.

## Tracce
1. The Grants – 4:55 (Lana Del Rey, Mike Hermosa)